# Zehetgrub
Zehetgrub ist eine Ortschaft und eine Katastralgemeinde der Gemeinde Steinakirchen am Forst im Bezirk Scheibbs in Niederösterreich.

## Geschichte
Laut Adressbuch von Österreich waren im Jahr 1938 in der Ortsgemeinde Zehetgrub einige Landwirte mit Direktvertrieb ansässig.

## Siedlungsentwicklung
Zum Jahreswechsel 1979/1980 befanden sich in der Katastralgemeinde Zehetgrub insgesamt 78 Bauflächen mit 33.368 m² und 73 Gärten auf 220.212 m², 1989/1990 gab es 75 Bauflächen. 1999/2000 war die Zahl der Bauflächen auf 76 angewachsen und 2009/2010 bestanden 105 Gebäude auf 185 Bauflächen.

## Bodennutzung
Die Katastralgemeinde ist landwirtschaftlich geprägt. 408 Hektar wurden zum Jahreswechsel 1979/1980 landwirtschaftlich genutzt und 97 Hektar waren forstwirtschaftlich geführte Waldflächen. 1999/2000 wurde auf 431 Hektar Landwirtschaft betrieben und 99 Hektar waren als forstwirtschaftlich genutzte Flächen ausgewiesen. Ende 2018 waren 413 Hektar als landwirtschaftliche Flächen genutzt und Forstwirtschaft wurde auf 112 Hektar betrieben. Die durchschnittliche Bodenklimazahl von Zehetgrub beträgt 44,7 (Stand 2010).

## Persönlichkeiten
- Karl Etlinger (1895–1959), Landwirt, Abgeordneter zum Landtag und Mitglied des Bundesrates.